# Pseudopallene laevis
Pseudopallene laevis är en havsspindelart som beskrevs av Hoek, P.P.C. 1881. Pseudopallene laevis ingår i släktet Pseudopallene och familjen Callipallenidae. Inga underarter finns listade i Catalogue of Life.